# Urocystis gladiolicola
Urocystis gladiolicola är en svampart som beskrevs av Ainsw. 1950. Urocystis gladiolicola ingår i släktet Urocystis och familjen Urocystidaceae.   Inga underarter finns listade i Catalogue of Life.